# UCI WorldTour Feminino de 2020
O UCI WorldTour Feminino de 2020, é a quinta edição do máximo calendário ciclista feminino a nível mundial.
O calendário tem 21 carreiras começando a 1 de fevereiro com a disputa da Cadel Evans Great Ocean Road Race Women na Austrália, e finalizando a 20 de outubro com o Tour de Guangxi Women's WorldTour na China.

## Equipas
As equipas femininas pertencem a uma única divisão. No entanto, estão divididos em hierarquias segundo o seu potencial que lhes ajuda a obter convites às carreiras mais importantes. Neste caso as 15 primeiras equipas obtêm convite a todas as carreiras deste circuito. Não obstante, as equipas podem renunciar a ela pelo que é provável que em todas as carreiras tenha equipas participantes fora dos 15 primeiros sem convite assegurado já que a carreira lhes outorgou convite "extra" fora das obrigatórias. Também podem participar selecções nacionais mas sem convite assegurado, estes ao igual que todas as equipas têm direito a pontuação.
Para a temporada de 2020 as equipas UCI Team Feminino são 8:
| Código UCI | Nome                               | País           | Continente |
| ---------- | ---------------------------------- | -------------- | ---------- |
| ALE        | Alé BTC Ljubljana                  | Itália         | EUR        |
| CSR        | Canyon Sram Racing                 | Alemanha       | EUR        |
| CCC        | CCC-Liv                            | Países Baixos  | EUR        |
| FDJ        | FDJ Nouvelle Aquitaine Futuroscope | França         | EUR        |
| MTS        | Mitchelton Scott                   | Austrália      | OCE        |
| MOV        | Movistar Team                      | Espanha        | EUR        |
| SUN        | Team Sunweb                        | Países Baixos  | EUR        |
| TFS        | Trek-Segafredo Women               | Estados Unidos | AME        |

## Carreiras
| UCI WorldTour Feminino de 2020 | UCI WorldTour Feminino de 2020 | UCI WorldTour Feminino de 2020           | UCI WorldTour Feminino de 2020 | UCI WorldTour Feminino de 2020 |
| Data                           | País                           | Corrida                                  | Vencedora                      |                                |
| ------------------------------ | ------------------------------ | ---------------------------------------- | ------------------------------ | ------------------------------ |
| 1 fev.                         | Austrália                      | Cadel Evans Great Ocean Road Race Women  | Liane Lippert                  |                                |
| 15 mar.                        | Países Baixos                  | Tour de Drenthe feminino                 | cancelado                      |                                |
| 2 jun.                         | Itália                         | Troféu Alfredo Binda-Comune di Cittiglio | cancelado                      |                                |
| 8 – 13 jun.                    | Reino Unido                    | The Women's Tour                         | cancelado                      |                                |
| 1 ago.                         | Itália                         | Strade Bianche feminina                  | Annemiek van Vleuten           |                                |
| 8 ago.                         | Suécia                         | Postnord Vårgårda WestSweden TTT         | cancelado                      |                                |
| 9 ago.                         | Suécia                         | Postnord Vårgårda WestSweden RR          | cancelado                      |                                |
| 13 – 16 ago.                   | Noruega                        | Volta à Noruega feminina                 | cancelado                      |                                |
| 26 ago.                        | França                         | Grande Prémio feminino de Plouay         | Lizzie Deignan                 |                                |
| 29 ago.                        | França                         | La Course by Le Tour de France           | Lizzie Deignan                 |                                |
| 1 – 6 set.                     | Países Baixos                  | Holland Ladies Tour                      | cancelado                      |                                |
| 11 – 19 set.                   | Itália                         | Giro de Itália Feminino                  | Anna van der Breggen           |                                |
| 30 set.                        | Bélgica                        | Flecha Valona Feminina                   | Anna van der Breggen           |                                |
| 4 out.                         | Bélgica                        | Liège-Bastogne-Liège Feminina            | Lizzie Deignan                 |                                |
| 10 out.                        | Países Baixos                  | Amstel Gold Race feminina                | cancelado                      |                                |
| 11 out.                        | Bélgica                        | Gante-Wevelgem feminina                  | Jolien D'Hoore                 |                                |
| 18 out.                        | Bélgica                        | Tour de Flandres feminino                | Chantal van den Broek-Blaak    |                                |
| 20 out.                        | Bélgica                        | Clássica Bruges–De Panne feminina        | Lorena Wiebes                  |                                |
| 23 – 25 out.                   | China                          | Tour of Chongming Island                 | cancelado                      |                                |
| 25 out.                        | França                         | Paris-Roubaix feminina                   | cancelado                      |                                |
| 6 – 8 nov.                     | Espanha                        | Ceratizit Challenge by La Vuelta         | Lisa Brennauer                 |                                |
| 10 nov.                        | China                          | Tour de Guangxi Feminino                 | cancelado                      |                                |

## Barómetro de 2020
Todas as carreiras outorgam pontos para o UCI World Ranking Feminino, incluindo a todas as corredoras das equipas de categoria UCI Team Feminino.
O barómetro de pontuação é o mesmo para todos as carreiras, mas as carreiras por etapas (2.wwT), outorgam pontos adicionais pelas vitórias de etapa e por vestir a t-shirt do líder da classificação geral:
| Posição             | 1.ª | 2.ª | 3.ª | 4.ª | 5.ª | 6.ª | 7.ª | 8.ª | 9.ª | 10.ª | 11.ª | 12.ª | 13.ª | 14.ª | 15.ª | 16.ª-20.ª | 21.ª-30.ª | 31.ª-40.ª |
| Classificação geral | 400 | 320 | 260 | 220 | 180 | 140 | 120 | 100 | 80  | 68   | 56   | 48   | 40   | 32   | 28   | 24        | 16        | 8         |
| Por etapa           | 50  | 40  | 30  | 25  | 20  | 18  | 15  | 10  | 8   | 6    |      |      |      |      |      |           |           |           |
| Líder               | 8   |     |     |     |     |     |     |     |     |      |      |      |      |      |      |           |           |           |
| Melhor jovem        | 6   | 4   | 2   |     |     |     |     |     |     |      |      |      |      |      |      |           |           |           |

## Classificações Parciais
Estas são as classificações parciais depois da disputa de XXX:
Nota: ver Barómetros de pontuação

### Classificação individual
| Posição | Corredora | Equipa | Pontos |
| ------- | --------- | ------ | ------ |
| 1.º     |           |        |        |
| 2.º     |           |        |        |
| 3.º     |           |        |        |
| 4.º     |           |        |        |
| 5.º     |           |        |        |
| 6.º     |           |        |        |
| 7.º     |           |        |        |
| 8.º     |           |        |        |
| 9.º     |           |        |        |
| 10.º    |           |        |        |

| Posições 11.ª à 20.ª | Posições 11.ª à 20.ª | Posições 11.ª à 20.ª | Posições 11.ª à 20.ª |
| -------------------- | -------------------- | -------------------- | -------------------- |
| 11.º                 |                      |                      |                      |
| 12.º                 |                      |                      |                      |
| 13.º                 |                      |                      |                      |
| 14.º                 |                      |                      |                      |
| 15.º                 |                      |                      |                      |
| 16.º                 |                      |                      |                      |
| 17.º                 |                      |                      |                      |
| 18.º                 |                      |                      |                      |
| 19.º                 |                      |                      |                      |
| 20.º                 |                      |                      |                      |

### Classificação por equipas
Esta classificação calculou-se somando os pontos das corredoras da cada equipa ou selecção na cada carreira. As equipas com o mesmo número de pontos classificaram-se de acordo a seu corredora melhor classificada.
| Posição | País | Pontos |
| ------- | ---- | ------ |
| 1.º     |      |        |
| 2.º     |      |        |
| 3.º     |      |        |
| 4.º     |      |        |
| 5.º     |      |        |

### Classificação sub-23
| Posição | Corredora | Equipa | Pontos |
| ------- | --------- | ------ | ------ |
| 1.º     |           |        |        |
| 2.º     |           |        |        |
| 3.º     |           |        |        |
| 4.º     |           |        |        |
| 5.º     |           |        |        |

## Evolução das classificações
| Carreira (Vencedora)                                    | Classificação individual | Classificação por equipas | Classificação sub-23 |
| ------------------------------------------------------- | ------------------------ | ------------------------- | -------------------- |
| Cadel Evans Great Ocean Road Race Women (Liane Lippert) | Liane Lippert            | Team Sunweb               | Liane Lippert        |
| Strade Bianche (Annemiek van Vleuten)                   | Liane Lippert            | Team Sunweb               | Liane Lippert        |
| Grande Prêmio de Plouay (Elizabeth Deignan)             | Liane Lippert            | Trek-Segafredo            | Liane Lippert        |
| La Course by Le Tour de France (Elizabeth Deignan)      | Elizabeth Deignan        | Trek-Segafredo            | Liane Lippert        |
| Giro d'Italia (Anna van der Breggen)                    | Elizabeth Deignan        | Trek-Segafredo            | Liane Lippert        |
| Flecha Valona Feminina (Anna van der Breggen)           | Anna van der Breggen     | Trek-Segafredo            | Liane Lippert        |
| Final                                                   |                          |                           |                      |